# One Step Beyond …
One Step Beyond … ist das Debütalbum der britischen Ska-Pop-Gruppe Madness. Es erschien am 19. Oktober 1979 über Stiff Records in Europa und Sire Records in den Vereinigten Staaten. Es brachte mit One Step Beyond, My Girl und Night Boat to Cairo drei Top-Ten-Singles in Großbritannien hervor und wurde zum bestverkauften Album der Gruppe.

## Entstehungsgeschichte
Die Gruppe lernte bei einem ihrer Auftritte in Camden Clive Langer von der Band Deaf School kennen, der sie anschließend bei einer Probe besuchte. Langer half der Band ein Aufnahmestudio zu finden und brachte auch die 200 Pfund für die Studiomiete auf. In den Pathway-Studios nahmen sie die beiden Songs My Girl und The Prince auf. The Prince war ein Tribut an den Ska-Musiker Prince Buster, der mit seinem Song Madness auch Namensgeber für die Band gewesen war.
Sie konnten sich einen Vertrag beim Independent-Label Stiff Records sichern.
Dort buchte man kurz nach Vertragsunterzeichnung die Eden Studios in Chiswick für die Band, die bisher nur wenig Studioerfahrung hatte. Langer wurde schließlich auch ihr Produzent. Selbst noch relativ unerfahren, engagierte er zusätzlich Alan Winstanley, der unter anderem schon The Stranglers produziert hatte.
Die Aufnahmen zum Album begannen im August 1979. Nach einer Woche in den Eden Studios wechselten Band und Produzenten für den weiteren Mix in die TW Studios in Fulham. Dort hatten kurz vorher The Specials aufgenommen, mit denen Madness bereits zusammen aufgetreten war. Zwischen den beiden Bands entwickelte sich ein kleiner Wettkampf darum, wer sein Album als erstes in die Läden brachte und welches Album das bessere sein würde. Madness, zwar noch relativ unerfahren, was die Aufnahmetechniken und das Verhalten im Studio anging, waren sehr arbeitsam im Studio. Tatsächlich erschienen sowohl The Specials selbstbetiteltes Debütalbum als auch One Step Beyond … am 19. Oktober 1979.

## Artwork
Das Cover des Albums zeigt die sechs Mitglieder von Madness hintereinander aufgereiht im Hohlkreuz und in den Knien mit angewinkelten Armen. Dies stellte einen Schreittanz dar, den die Band als The Nutty Train bekannt machte. Auf dem Cover führt Mike Barson den Tanz an. Der Tanz, der indirekt von Monty Pythons wunderbare Welt der Schwerkraft beeinflusst schien, basierte auf einer Fotografie auf dem Backcover von Kilburn and the High Roads’ Album Handsome. Das Originalbild zeigt Roadie Paul Tonkin in ähnlicher Pose bei einem Jive zu Chuck Berry und wurde Paul Hangs Loose betitelt. Davon leitete die Band ihren zum Signature Move werdenden Tanz ab, den sie auch in der Nachfolge populär machten. Das Schwarzweißfoto wurde von Cameron McVey aufgenommen. Für die Single zum Titeltrack wurde ein Farbbild aus der gleichen Session verwendet.
Es war nicht die einzige Besonderheit am Artwork des Albums. Für das Inlay fragte die Band in einer Annonce in der Abendzeitung London Evening Standard nach Bildern in Passfotogröße. Daraufhin stellten Personen aus dem Umfeld der Band, aber auch völlig fremde Personen ihre Sofortbilder, die in den damals sehr beliebten Fotokabinen aufgenommen wurden, zur Verfügung. Über 150 dieser Bilder wurden schließlich für eine Collage verwendet. Das Inlay wurde als The Nutty Punters bekannt. Einige der Personen stammen aus dem direkten Umfeld der Band, darunter viele Freunde und Verwandte. Auch Cathal Smyth, der auf dem Album nur als Gast zu hören ist, aber schon bald fest in die Band einstieg, ist gleich mehrfach zu sehen. Bekannt wurde auch die Fotografie eines Mannes, der an Colonel Sanders, den Erfinder von Kentucky Fried Chicken erinnert, und eine nackte Frau mit einem Handtuch um den Kopf. Beide Identitäten konnten nicht geklärt werden. Auch ein Bandfoto von Kilburn and the High Roads ist in der Collage zu sehen, wobei Humphrey Ocean eine viel zu große Hose trägt. Dies wurde die Inspiration für ihren späteren Hit Baggy Trousers vom nächsten Album.
Die LP enthielt zwei sogenannte „Porky Prime Cuts“, nach ihrem Erfinder George „Porky“ Peckhams benannte eingeritzte Botschaften in der Auslaufrille der Platte. Auf der ersten Seite befand sich die Schrift „The Nutty Sound“ und auf der Rille der zweiten Seite „Direct from Camden Town“. Diese stammte in diesem Fall aber von Toningenieur Steve. Peckham selbst verzierte die Auslaufrille der 7’’ von One Step Beyond mit „Watch This – A Porky Prime Cut“.

## Musikstil
Haupteinfluss ist der jamaikanische Dancehall-Musiker Prince Buster, dem die Band mit der Single The Prince ein musikalisches Denkmal setzte sowie die britische Pubrock-Szene, der der Coversong Rockin’ in A♭ von Bazooka Joe (in der Mike Barsons Bruder Dan Barson spielte) gewidmet ist. Dazu kommen klassische Elemente, so befindet sich eine Variation des Themas von Schwanensee auf dem Album, wobei die Musik an das ebenfalls in Cats verwendete Thema angelehnt ist. Weitere Einflüsse stammen aus der Marschmusik und der Unterhaltungs-Blasmusik, wie sie auf Jahrmärkten oder bei Volksfesten gespielt wurde. Vermischt wurde diese für jene Zeit ungewöhnliche Mischung mit dem bandeigenen, typisch britischen schwarzen Humor und einer ausgeprägten Fröhlichkeit. Besonders war auch der Cockney-Akzent von Hauptsänger Graham McPherson, der damals im Pop nicht üblich war.

## Titelliste
| A-Seite 1. One Step Beyond – 2:18 (Prince Buster) 2. My Girl – 2:44 (Mike Barson) 3. Night Boat to Cairo – 3:31 (Graham McPherson, Barson) 4. Believe Me – 2:28 (Barson, John Hasler) 5. Land of Hope and Glory – 2:57 (Chris Foreman, Lee Jay Thompson) 6. The Prince – 3:18 (Thompson) 7. Tarzan’s Nuts – 2:24 (Sydney Lee; im Original: Tarzan’s March) | B-Seite 1. In the Middle of the Night – 3:01 (McPherson, Foreman) 2. Bed & Breakfast Man – 2:33 (Barson) 3. Razor Blade Alley – 2:42 (Thompson) 4. Swan Lake – 2:36 (Pjotr Iljitsch Tschaikowski; arrangiert von Barson) 5. Rockin’ in A♭ – 2:29 (Willy Wurlitzer; im Original von Bazooka Joe) 6. Mummy’s Boy – 2:23 (Mark Bedford) 7. Madness – 2:38 (Campbell) 8. Chipmunks Are Go! – 0:51 (Chas Smash, Brendan Smyth) |

One Step Beyond

Nach der Single The Prince, die vor dem Album erschien, als noch gar nicht abzusehen war, wie es mit Madness weitergeht, handelte es sich beim Titelstück um die erste reguläre Singleauskopplung aus dem Album. Es handelt sich dabei um eine Coverversion von Prince Buster. Das bis auf den Titel, der beständig wiederholt wird, reine Instrumentalstück beginnt mit dem Intro „Hey you, don’t watch that, watch this, This is the heavy heavy monster sound, The nuttiest sound around, So if you’ve come in off the street, And you’re beginning to feel the heat, Well, listen buster, You better start to move your feet, To the rockinest, rock-steady beat, of Madness, One step beyond“. Das Intro sprach Chas Smash, zum Zeitpunkt der Aufnahme noch kein Mitglied der Band. Die Eröffnungszeile „don’t watch that, watch this“ stammt eigentlich aus einem weiteren Prince-Buster-Stück namens The Scorcher. Tatsächlich handelte es sich bei dem kurzen Instrumentalstück nur um einen Rough Mix. Der eigentlich 1:10 Minuten lange Track wurde künstlich auf die doppelte Länge mit Hilfe eines Eventide Harmonizers gemixt und landete als Tape auf dem Schreibtisch von Dave Robinson von Stiff Records. Ohne den eigentlich für später geplanten Mix abzuwarten, schickte er das Tape zur Pressung, so dass Album und Single lediglich den Rohmix beinhalteten.
My Girl

My Girl ist die zweite Singleauskopplung aus dem Album und erschien am 21. Dezember 1979. Trotz des ungewöhnlichen Veröffentlichungsdatums (die Charts machen in den Weihnachtswochen in Großbritannien traditionell zwei Wochen Pause) wurde es zum zweiten Top-Ten-Hit der Band. Das Lied basiert auf einem Solo von Elvis Costello, das Steve Naive auf einer Vox Continental spielte und das nur aus zwei Akkorden bestand. Er stammt noch aus der Invaders-Zeit. Das erste Mal wurde es im Juli 1978 im Blind Alley Shop gespielt, damals noch unter dem Titel New Song. Mike Barson, der das Lied geschrieben hatte, war ursprünglich auch für den Gesang verantwortlich. Es handelte von seiner damaligen Freundin Kerstin Rodgers. Anders als auf dem ersten Demo übernahm Suggs auf dem Album den Gesang. David Bowie griff das Lied später auf und adaptierte das Schlagzeugspiel sowie den Grundaufbau für seinen Space Oddity-Nachfolger Ashes to Ashes.
Night Boat to Cairo

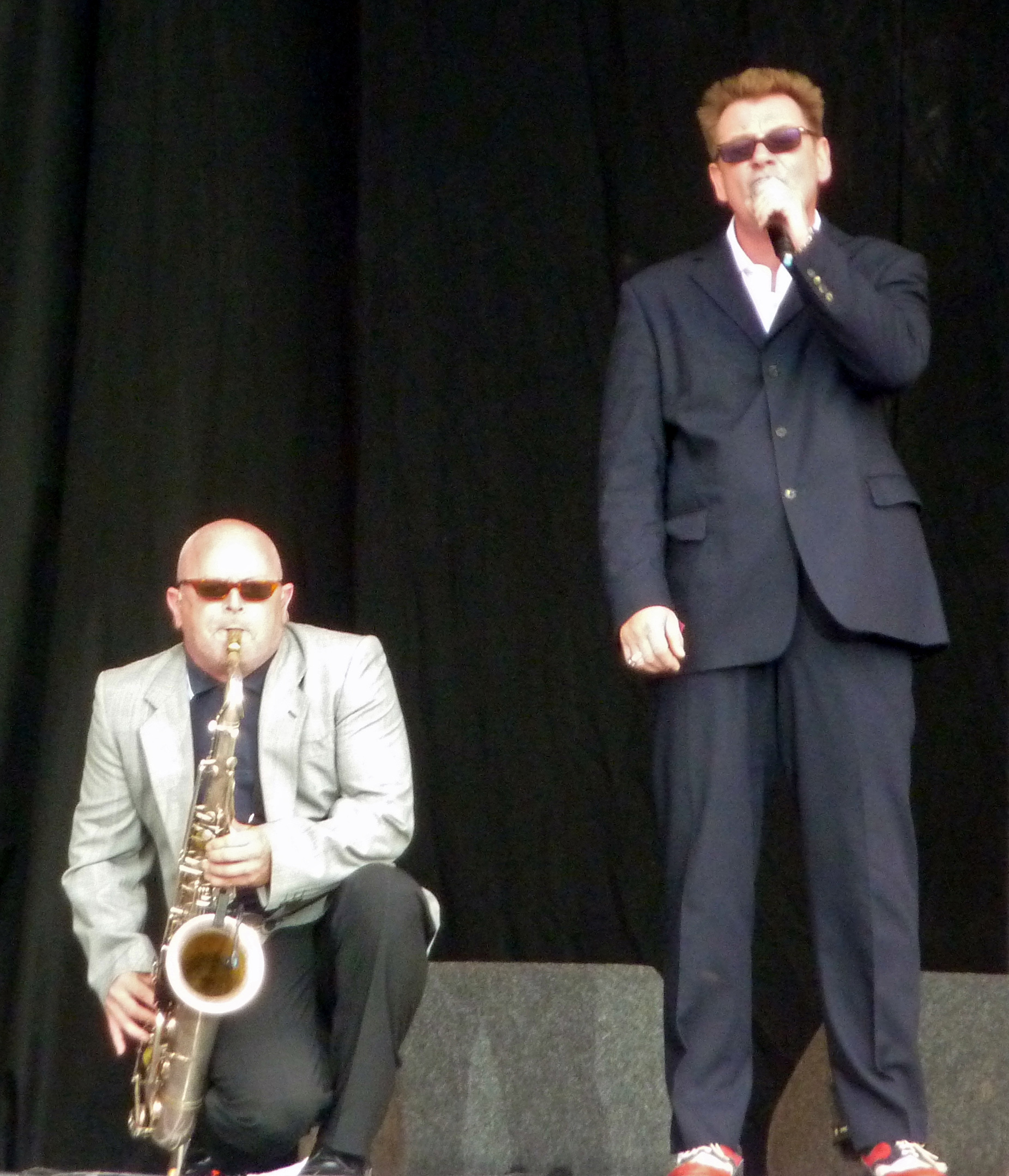
Lee Thompsons Saxofon kam bei Night Boat to Cairo zum Einsatz

Night Boat to Cairo ist der dritte Song des Albums. Besonders ist die ungewöhnliche Struktur, die aus einer langen Instrumentalstrecke besteht. Dies lag daran, dass der Song zunächst als Instrumentalstück geplant war, dann aber in einer Session einen Text von Graham McPherson erhielt. Der Nonsenstext erzählt von einer Irrfahrt über den Nil. Lee Thompson mochte das Stück, da es ihm eine Möglichkeit eröffnete, sein Baritonsaxophon auszuprobieren. Ergänzt wurde der Song noch durch Violinenklänge, die Clive Langer arrangierte.
Das Stück sollte die dritte Singleauskopplung des Albums werden. Damit wären die ersten drei Titel des Albums zugleich die drei Singles des Albums gewesen. Im Zeitalter des Punks war dies jedoch ein problematischer Schritt, da es zu sehr nach kommerziellem Interesse aussah, dem Publikum A-Seiten zu verkaufen, die sie sowieso schon hatten. So kam es zu einem Kompromiss: statt einer Single wurde die Extended Play Work Rest and Play veröffentlicht, die neben Night Boat to Cairo drei Non-Album-Tracks enthielt. Zu Night Boat to Cairo wurde ein Video gedreht, dass die Band in typischer Kolonialkleidung zeigte. Das Video wurde in einem Fernsehstudio gedreht, was man sehr gut daran sehen konnte, dass nicht ausreichend Sand für eine Wüste vorhanden war. Der Text wurde eingeblendet, und ein kleiner Ball zeigte die jeweilige Textstelle an, so dass im Karaokestil mitgesungen werden konnte. Im Video kommt auch der „Nutty Train“ zum Tragen.
Believe Me

Während das Album eine Reihe von Ska-Titeln enthielt, war Believe Me ein Song, der mehr am US-amerikanischen Rock & Roll orientiert war. Die Inspiration kam durch den Film American Graffiti, den die Band gesehen hatte und nachdem sie, noch zu Invaders-Zeiten, den Song komponierten. John Hasler und Mike Barson schrieben den Song gemeinsam. Ein großer Einfluss für das Saxofon-Solo war Dwayne Payne, der damals sowohl bei Ian Durys Kilburn & the High Roads als auch bei The Blockheads aktiv war und der Lee Thompson begeisterte. Die Akkordfolge am Anfang war von Billy Swans Song I Can Help beeinflusst.
Land of Hope & Glory

Das Stück wurde von Lee Thompson, der auch den Gesang übernahm, und Chris Foreman geschrieben. Es handelt von Thompsons Militärzeit, die er als Zeitverschwendung betrachtete. Der Titel ist ein Hinweis auf Land of Hope and Glory, eines der Lieder Großbritanniens, das oft beim Militär eingesetzt wurde. Dementsprechend beginnt das Lied auch mit einem typischen Militärrhythmus. Kein großer Hit für Madness, aber einer von vier Tracks, die sie bei ihrer einzigen Session für John Peel am 14. August 1979 aufnahmen.
The Prince

The Prince war bereits Anfang 1979 als zweite Veröffentlichung auf dem 2-tone-Label erschienen. Es handelt sich dabei um eine Hommage an Prince Buster. Es wurden drei Versionen des Songs eingespielt. Zunächst die Single-Version, danach folgte eine Version für die Peel-Sessions und schlussendlich die Albumversion. Die Albumversion wurde musikalisch etwas angepasst, um dem Album gerecht zu werden. So ist der Sound nun klarer, und das Stück wurde etwas umarrangiert, insbesondere im letzten Drittel, wo ein neuer Klavierpart geschrieben wurde, ein Saxophon-Solo und eine Kuhglocke ergänzt wurden. Tatsächlich wollte man, da das 2-tone-Label die ursprüngliche Fassung sowieso nicht freigab, den Käufern etwas Neues bieten und den gleichen Track nicht zweimal verkaufen.
Tarzan’s Nuts

Der Song basiert auf der Titelmusik der Tarzan-Fernsehserie, wobei dies jedoch nur zu Beginn wirklich erkennbar ist. Dort sind einige afrikanische Rhythmen zu hören, die an Nachrichtentrommeln erinnern sollen sowie einige Urwaldgeräusche. Es folgt ein kurzer Gesangspart, bei dem sich Tarzan auf die Suche nach Jane begibt. Beim Gesang versammelten sich alle Mitglieder um ein Mikrofon und sangen drauf los. Der Rest des Songs ist instrumental gehalten und war ein Versuch, Reggae in die Musik von Madness zu bringen. So ist der Rest ein Offbeat-Rhythmus, der vom E-Bass und dem Keyboard getragen wird und bei dem ein an „Ooga Chaka“ erinnernder Mundrhythmus gesungen wird, der sich jedoch mehr im Hintergrund befindet. Auch die Gitarre wurde weit in den Hintergrund gemischt. Das Lied beendet die A-Seite der LP.
In the Middle of Night

Das Lied eröffnet die B-Seite der LP-Version. Das von McPherson und Foreman geschriebene Stück erzählt die Geschichte eines Mannes, der tagsüber als Zeitungsverkäufer arbeitet und nachts durch die Gärten zieht, um Unterhosen zu stehlen. So schafft er es selbst auf die Titelseiten der Zeitungen, die er normalerweise verkauft. Wie bei vielen der rockigeren Stücke auf dem Album bemerkt man hier den Einfluss von Ian Dury und seinen zahlreichen Bandprojekten. Das Lied kommt ohne Refrain aus.
Bed and Breakfast Man

Das Stück wurde von Barson geschrieben und handelt von John Hasler, dem früheren Schlagzeuger der Band, der 1978 ausgestiegen war. Er wird hier ironisch als „Schnorrer“ (Loafer) dargestellt, der sich einen Platz zum Schlafen und zum Durchessen suchte. Zur Zeit der Aufnahme des Debütalbums war er der Manager der Band. Musikalisch bediente sich das Lied bei Tears of a Clown (Smokey Robinson) und dem Motown-Klassiker Ain’t Too Proud to Beg (The Temptations). Wie viele Songs auf dem Album hat auch dieses keinen Refrain, sondern lediglich vier Strophen, zwischen denen die Instrumental-Parts gespielt wurden. Der Song wurde ebenfalls in der John-Peel-Session gespielt, da aber noch von Chris Foreman gesungen. Das Lied war ursprünglich auch als Single geplant. Daher wurde ein Musikvideo im Clarendon Ballroom von Hammersmith gedreht und eine Hookline ans Ende gesetzt. Letztlich entschied man sich jedoch gegen eine Veröffentlichung als Single.
Razor Blade Alley

Der Song handelt von einem Harnwegsinfekt als Folge einer Geschlechtskrankheit. Inspiriert wurde der Titel durch eine Szene im Film Die Boys von Kompanie C., in der der Protagonist sagt, die Schmerzen beim Wasserlassen fühlen sich so an, als würde er „Rasierklingen pinkeln“. Musikalisch handelt es sich um eine Mischung aus Jazz und Pubrock und ist eines der wenigen Lieder ohne Ska-Einfluss auf dem Album.
Swan Lake

Das Instrumentalstück ist eine von vier Coverversionen auf diesem Album. Eigentlich von Pjotr Iljitsch Tschaikowskis Schwanensee inspiriert und von Barson umarrangiert, handelt es sich um eine Anlehnung an die Version der britischen Reggae-Band The Cats, die diese 1968 veröffentlicht hatten. Das Instrumental war ein Live-Standard der Band, zusammen mit dem ungleich bekannteren Hawaii Five-0 von The Ventures.
Rockin’ in A♭

Mit Rockin’ in A♭, im Original von Bazooka Joe, schloss sich die nächste Coverversion an. Bazooka Joe war eine lokale Rock-&-Roll-Band, in der Mike Barsons Bruder Dan sang. Sie wurde später vor allem deshalb bekannt, weil Adam Ant dort seine Karriere startete. Der Titel hat nichts mit der Tonlage zu tun, das Lied selbst ist in C-Dur gehalten, sondern basiert auf einem alten, aber nicht übersetzbaren Musikerwitz: „What do you get, when you throw a piano down a pitshaft? – A flat miner.“ Der Witz basiert auf dem Gleichklang von „Miner“, einem Grubenarbeiter, und „Minor“, einer Mollnote. Das Lied wurde im Wesentlichen von Johnny and the Hurricanes beeinflusst.
Mummy’s Boy

Mummy’s Boy handelt von einem vierzig Jahre alten Mann, der noch bei seiner Mutter lebt. Der von Mark Redford geschriebene Song vereint in sich den „Nutty Sound“ von Madness, also an der Grenze zur Popmusik mit Elementen des Klamauks. Bedford schrieb den Song wie ein Intro zu einer Sitcom. Tatsächlich lehnte er sich auch an die Musik der Serie Steptoe & Son an, die von Ron Grainer geschrieben wurde. Die Serie über Vater und Sohn, die als Schrottsammler ihr Geld verdienen, diente auch als Inspiration für den Text.
Madness

Der Song wurde auf den ersten Pressungen der LP überhaupt nicht erwähnt. Das Lied ist eine Coverversion von Prince Buster und war auch der Namensgeber für die Band. Bei dem Instrumentalstück handelte sich damit um einen Hidden Bonus Track, der sich zwischen Mummy’s Boy und dem letzten Song Chipmunks Are Go! befand. Der Kunstgriff entstammte der Tatsache, dass sich Madness bereits schuldig fühlten, die A-Seite ihrer ersten Single The Prince auf das Album genommen zu haben und nicht auch noch die B-Seite zweitverwerten wollten. Doch Madness war ein sehr beliebter Song und so machte sich die Band einen Spaß daraus, den nach ihnen benannten Track dann auf dem Album zu „verstecken“. Der Witz wurde sowohl auf den verschiedenen LP- und MC-Versionen beibehalten, und auch nicht auf allen CD-Versionen wird der Track erwähnt.
Chipmunks Are Go!

Chipmunks Are Go! ist mit lediglich 51 Sekunden der kürzeste Song des Albums. Der Marschgesang markiert das Ende des Albums und wurde dann auch das Ende zahlreicher Livekonzerte.

## Neuveröffentlichungen

### 30th Anniversary Edition
Zum 30. Jubiläum des Albums erschien eine Neuveröffentlichung, die eine Bonus-CD mit den damaligen Peel-Sessions sowie allen B-Seiten der Singles sowie weitere Bonustracks enthielt. Auf einer CD-ROM waren auch alle Videos vertreten.
1. The Prince (Thompson) [Peel Session] – 2:31
2. Bed and Breakfast Man (Barson) [Peel Session] – 3:24
3. Land of Hope and Glory (Thompson, Foreman) [Peel Session] – 2:42
4. Stepping into Line (Hasler, McPherson, Thompson) [Peel Session] – 2:38
5. One Step Beyond… (Campbell) [7" Single version] – 2:17
6. My Girl (Barson) – 2:58 [Recorded at Pathway Studio with 2-Tone single The Prince / Madness. Mike Barson: Vocal]
7. Mistakes (Hasler, Barson) – 2:52 [B-Side „One Step Beyond...“]
8. Un Paso Adelante (Campbell) – 2:33 [„One Step Beyond...“ Spanish version]
9. Nutty Theme (Thompson, McPherson) – 2:10 [B-Side „One Step Beyond...“ 12"]
10. My Girl (Ballad version) (Barson) – 2:28 [From Flexipop flexi disc]
11. Stepping into Line (Hasler, McPherson, Foreman) – 2:15 [B-Side „My Girl“]
12. Un Passo Avanti (Campbell) – 2:22 [„One Step Beyond...“ Italian version]
13. Deceives the Eye (Bedford, Foreman) – 2:00 [Work Rest and Play EP]
14. The Young and the Old (McPherson, Barson) – 2:04 [Work Rest and Play EP]
15. Don’t Quote Me on That (Smyth, Barson, Foreman, McPherson, Bedford, Thompson, Woodgate) – 4:31 [Work Rest and Play EP]
16. Razor Blade Alley (Thompson) – 2:35 [Dance Craze live version]
17. Night Boat To Cairo (McPherson, Barson) – 3:12 [Dance Craze live version]
18. One Step Beyond… (Campbell) – 2:53 [Dance Craze live version]

### 35th Anniversary Edition
Zum 35. Jubiläum erschien eine weitere Edition, die ein Rehearsal-Tape aus dem Jahr 1979 mit alternativen Versionen enthielt. Zudem wurde eine Bonus-DVD produziert, die alle offiziellen Videos sowie mehrere Liveauftritte bei Top of the Pops und dem The Old Grey Whistle Test enthielt. Zudem wurde die Dokumentation Young Guns (BBC 2000) ergänzt.
| Rehearsal-Tape 1. Nutty Sounds (Rehearsal 28. April 1979) (McPherson, Thompson, Bedford, Foreman) – 3:13 2. Mistakes (Rehearsal 28. April 1979) (Hasler, Barson) – 2:53 3. Sunshine Voice (Rehearsal 28. April 1979) (Hasler, Barson) – 3:32 4. My Girl (Rehearsal 28. April 1979) (Barson) – 2:50 5. Memories (Rehearsal 28. April 1979) (Foreman) – 2:31 6. Believe Me (Rehearsal 28. April 1979) (McPherson, Barson) – 2:39 7. Lost My Head (Rehearsal 28. April 1979) (McPherson, Barson) – 2:24 8. Razorblade Alley (Rehearsal 28. April 1979) (Thompson, Barson) – 2:33 9. Land of Hope and Glory (Rehearsal 28. April 1979) (Thompson, Foreman) – 2:47 10. Mummy’s Boy (Rehearsal 28. April 1979) (Bedford) – 2:21 11. In the Middle of the Night (Rehearsal 28. April 1979) (McPherson, Foreman) – 2:51 12. You Said (Rehearsal 28. April 1979) (Barson) – 2:21 13. Stepping into Line (Rehearsal 28. April 1979) (McPherson, Bedford) – 2:29 14. Bed and Breakfast Man (Rehearsal 28. April 1979) (Barson) – 4:15 | DVD 1. One Step Beyond… (Musikvideo) 2. Bed and Breakfast Man (Musikvideo) 3. My Girl (Musikvideo) 4. Night Boat to Cairo (Musikvideo) 5. One Step Beyond… (Top of the Pops 1979) 6. The Prince (Top of the Pops 1979) 7. My Girl (Top of the Pops 1980) 8. Bed and Breakfast Man (The Old Grey Whistle Test 1979) 9. Night Boat to Cairo (The Old Grey Whistle Test 1979) 10. Young Guns (Dokumentarfilm, BBC 2000) |

## Rezeption

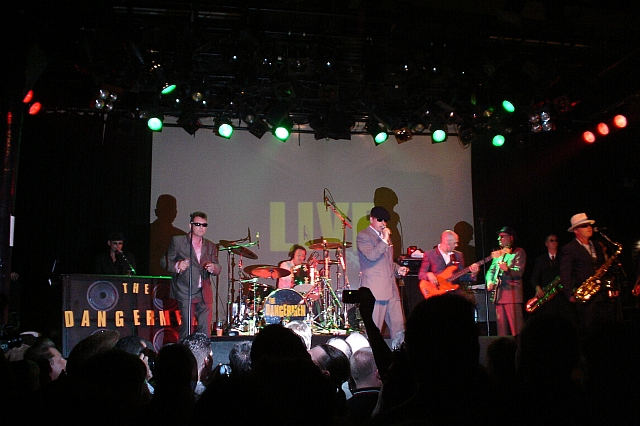
Madness live 2005

### Kritik
Michael Schuh von laut.de urteilte im Zuge der Neuveröffentlichung von One Step Beyond… in der Rückschau:

„Dass ‚One Step Beyond‘ den Einfluss auf das öffentliche Madness-Image im beschriebenen Maße prägen konnte, lag natürlich vor allem an einem: seiner Qualität. Es ist ein unsterblicher Klassiker eines Debüts, vergleichbar mit dem Clash-Debüt oder natürlich dem der Labelkollegen The Specials und brachte der Band praktisch über Nacht den Status eines nationalen Kultur-Heiligtums ein. (…) Mit ‚Night Boat To Cairo‘, ‚Madness‘ und dem Titeltrack enthält ‚One Step Beyond‘ zweifellos die größten Ska-Hits der Madness-Karriere, doch fanden sich schon hier Versatzstücke aus Motown und 50s Rock’n’Roll, mit dem man 1977 als Spaßband vor Publikum debütierte.“

In den Liner Notes der Neuveröffentlichung lobte Trainspotting-Autor Irvine Welsh das Album ebenfalls als zeitlosen Klassiker. Das Album entstand in einer Übergangszeit zwischen Punk und New Wave. Es setzte an der zweiten Ska-Welle in Großbritannien an, die es zusammen mit ihren Bruderbands The Specials und The Selecter bediente. Doch es war nicht nur das reine 2-tone-Publikum. Vielmehr traf die Band durch ihren oft klamaukhaften Stil, die witzigen Videos und den doch viele Elemente umfassenden Musikstil den Nerv des jugendlichen Publikums. So resümierte Arne Willander im deutschen Rolling Stone:

„Madness nahmen das Grimmige von Ian Dury und den mulitkulturellen Ernst der Specials und formten daraus ihre anrührenden Kitchen-sink-Tragikomödien von Dickensscher Wahrhaftigkeit. Sie saßen in Fish & Chips-Buden und traten in Kaschemmen auf, weil sie nichts hatten. Sie waren die Erben eines versunkenen Imperiums, gerade erwachsen in der Krise der späten Siebziger, drei Jahre nach Punk, unendlich weit entfernt vom Rock, traurige Clowns aus Verhältnissen knapp über Sozialhilfe. In Madness erkannte sich für ein paar Jahre die Jugend des Landes.“

In der ersten Liste der 500 besten Alben aller Zeiten des Rolling Stone wurde das Album auf Platz 412 gewählt.

### Charts
Album
One Step Beyond … legte den Grundstein für Madness Karriere in den frühen 1980ern. Das Album erreichte Platz 2 in den britischen Charts und blieb insgesamt mehr als ein Jahr in den Charts. Ein knappes Jahr nach Veröffentlichung des Albums erreichte es im Vereinigten Königreich Platin. Bis heute ist es das am besten verkaufte Album der Band. Außerhalb ihres Heimatlandes konnte es in Deutschland und Österreich die Top 20 erreichen. Die US-amerikanische Veröffentlichung über Sire Records erreichte in den Billboard 200 Platz 128. 2009 erschien eine Neuauflage des Albums, die ebenfalls die britischen Charts erreichte.
| Jahr | Titel                                        | Höchstplatzierung, Gesamtwochen, AuszeichnungChartplatzierungen (Jahr, Titel, Platzierungen, Wochen, Auszeichnungen, Anmerkungen) | Höchstplatzierung, Gesamtwochen, AuszeichnungChartplatzierungen (Jahr, Titel, Platzierungen, Wochen, Auszeichnungen, Anmerkungen) | Höchstplatzierung, Gesamtwochen, AuszeichnungChartplatzierungen (Jahr, Titel, Platzierungen, Wochen, Auszeichnungen, Anmerkungen) | Höchstplatzierung, Gesamtwochen, AuszeichnungChartplatzierungen (Jahr, Titel, Platzierungen, Wochen, Auszeichnungen, Anmerkungen) | Höchstplatzierung, Gesamtwochen, AuszeichnungChartplatzierungen (Jahr, Titel, Platzierungen, Wochen, Auszeichnungen, Anmerkungen) | Anmerkungen                            |
| Jahr | Titel                                        | DE | AT | CH | UK | US | Anmerkungen                            |
| ---- | -------------------------------------------- | --- | --- | --- | --- | --- | -------------------------------------- |
| 1979 | One Step Beyond …                            | DE14 (37 Wo.)DE | AT11 (10 Wo.)AT | — | UK2 Platin · (79 Wo.)UK | US128 (9 Wo.)US | Erstveröffentlichung: 19. Oktober 1979 |
| 2009 | One Step Beyond … (30th Anniversary Edition) | — | — | — | UK67 (1 Wo.)UK | — | Erstveröffentlichung: 16. Oktober 2009 |

grau schraffiert: keine Chartdaten aus diesem Jahr verfügbar
Singles
Bereits vor Veröffentlichung des Albums veröffentlichte 2-Tone Records die Single The Prince, die Platz 16 der britischen Charts erreichte. Es folgte, ebenfalls noch vor Veröffentlichung des Albums, die Auskopplung des Titeltracks, die im Vereinigten Königreich Platz 7 erreichte und sich ebenfalls in den österreichischen und Schweizer Charts platzieren konnte. 1980 folgte My Girl, der in Großbritannien Platz 3 erreichte. Beide Singles wurden mit einer silbernen Schallplatte ausgezeichnet, was mehr als 200.000 abgesetzten Einheiten entspricht. Erfolgreich war auch die Extended Play  Work Rest & Play EP, die mit Night Boat to Cairo ebenfalls einen Albumtrack enthielt. Die EP erreichte Platz 6 der Single-Charts. Daneben wurden die Singles Bed & Breakfast Man (B-Seite: Night Boat to Cairo), Madness (B-Seite: Mistake), Tarzan’s Nuts (B-Seite: Night Boat to Cairo) und Night Boat to Cairo (B-Seite: Deceives the Eye) ausgekoppelt, die jedoch nicht die Charts erreichten. 1992 erschien My Girl ein zweites Mal als Single. Auch diese Version konnte sich in den Charts etablieren. Im Zuge der 1993er Veröffentlichung des Livealbums Madstock! wurde Night Boat to Cairo ebenfalls in seiner Originalversion als Single veröffentlicht.
| Jahr | Titel Album                              | Höchstplatzierung, Gesamtwochen, AuszeichnungChartplatzierungen (Jahr, Titel, Album, Platzierungen, Wochen, Auszeichnungen, Anmerkungen) | Höchstplatzierung, Gesamtwochen, AuszeichnungChartplatzierungen (Jahr, Titel, Album, Platzierungen, Wochen, Auszeichnungen, Anmerkungen) | Höchstplatzierung, Gesamtwochen, AuszeichnungChartplatzierungen (Jahr, Titel, Album, Platzierungen, Wochen, Auszeichnungen, Anmerkungen) | Höchstplatzierung, Gesamtwochen, AuszeichnungChartplatzierungen (Jahr, Titel, Album, Platzierungen, Wochen, Auszeichnungen, Anmerkungen) | Höchstplatzierung, Gesamtwochen, AuszeichnungChartplatzierungen (Jahr, Titel, Album, Platzierungen, Wochen, Auszeichnungen, Anmerkungen) | Anmerkungen |
| Jahr | Titel Album                              | DE | AT | CH | UK | US | Anmerkungen |
| ---- | ---------------------------------------- | --- | --- | --- | --- | --- | --- |
| 1979 | The Prince One Step Beyond …             | — | — | — | UK16 (11 Wo.)UK | — | Erstveröffentlichung: 10. August 1979 B-Seite: Madness (2:25)                                                                         |
| 1979 | One Step Beyond …                        | — | AT19 (2 Wo.)AT | CH3 (12 Wo.)CH | UK7 Silber · (14 Wo.)UK | — | Erstveröffentlichung: 26. Oktober 1979 Autor: Cecil Campbell Original: Prince Buster & the All Stars, 1965                            |
| 1980 | My Girl One Step Beyond …                | — | — | — | UK3 Silber · (14 Wo.)UK | — | Erstveröffentlichung: 21. Dezember 1979 Autor: Mike Barson                                                                            |
| 1980 | Night Boat to Cairo (Work Rest and Play) | — | — | — | UK6 (8 Wo.)UK | — | Erstveröffentlichung: März 1980 |
| 1992 | My Girl                                  | — | — | — | UK27 (4 Wo.)UK | — | Erstveröffentlichung: August 1992 |
| 1993 | Night Boat to Cairo Madstock             | — | — | — | UK56 (2 Wo.)UK | — | Erstveröffentlichung: Februar 1993 Autoren: Autor: Graham McPherson, Mike Barson A-Seite: Originalversion / B-Seite: Paul Gotel Remix |